# Laura Casielles
Laura Casielles (Pola de Siero, Asturias, 6 de mayo de 1986) es una poeta, periodista, filósofa y escritora española.

## Biografía
Licenciada en Periodismo por la Universidad Complutense de Madrid, máster en Estudios Árabes e Islámicos Contemporáneos por la Universidad Autónoma de Madrid, licenciada en Filosofía por la UNED y doctora por la Universidad Autónoma de Madrid con una tesis titulada El silencio y las voces. El rastro de la colonialidad española en las literaturas hispánicas de Marruecos y el Sáhara Occidental, que trata sobre la literatura en lengua española escrita por autoras y autores de origen marroquí y saharaui. 
Ha publicado los libros de poesía Soldado que huye (Hesperya, 2008) y Los idiomas comunes (Hiperión, 2010), este último ganador del Premio de Poesía Joven Antonio Carvajal y el Premio Nacional de Poesía Joven en 2011. En 2014 apareció Las señales que hacemos en los mapas (Libros de la Herida), reeditado en 2019 por la misma editorial. También ha publicado el cuaderno Breve historia de algunas cosas (4 de agosto de 2017). En 2007 obtuvo el premio La Voz + Joven de la Obra Social Caja Madrid. Su último poemario, más adentro, se publicó en 2025 de la mano de Letraversal. 
Ha sido incluida en diversas antologías y traducida a otros idiomas, por ejemplo en Canto e demolizione. 8 Poeti Spagnoli Contemporanei (Thauma Edizioni, 2013; edición bilingüe).
Asimismo es autora de la investigación Los cantos inolvidables. Souffles: una revista marroquí de poesía y política entre el colonialismo y los años de plomo (Alción Editora, Argentina, 2018).
Como traductora del francés ha publicado Desde la otra orilla (Valparaíso, 2017), una antología del poeta marroquí Abdellatif Laâbi. 
En junio de 2024 publicó Arena en los ojos. Memoria y silencio de la colonización española de Marruecos y el Sáhara Occidental (Libros del K.O.).
Ha participado como autora invitada en numerosos festivales y ciclos de poesía y ferias del libro de España y de otros países, entre ellos el Festival Internacional de Poesía de Bogotá, The Americas Poetry Festival of New York (Celebrating Walt Whitman Bicentennial)...
Es colaboradora habitual de diversas publicaciones y medios de comunicación. Escribe en medios como La Marea, La Madeja, Atlántica XXII, La Tribu o Liberoamérica, entre otros. Fue una de las fundadoras y coordinadoras del portal de información sobre la vida árabe AISH.

## Compromiso político
Fue directora de contenidos del Instituto 25M para la Democracia. Entre 2014 y 2017 ocupó diversas responsabilidades en el área de prensa y comunicación de Podemos, formación en la que también formó parte del primer Consejo Ciudadano.

## Obra poética
- más adentro. Letraversal, 2025.
- Breve historia de algunas cosas. 4 de agosto de 2017.
- Las señales que hacemos en los mapas, Libros de la Herida, 2014  (reed. 2019).[2]
- Los idiomas comunes. Hiperión, 2010.[3]
- Soldado que huye. Hesperya, 2008. (Autoedición)[4]